# Achille Occhetto

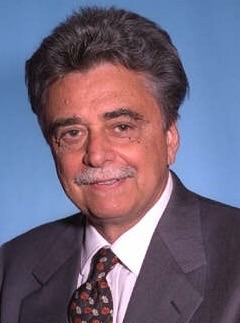
Achille Occhetto

Achille Occhetto (Turim, 3 de março de 1936) é um político italiano, senador e deputado europeu.
Foi o último Secretário-geral do Partido Comunista Italiano (PCI) (1988 - 1991) e, também, o arquiteto do fim do PCI, em  1991, quando os membros do partido, reunidos no congresso de Bolonha, decidiram  abandonar o termo 'comunista', passando o partido  a se chamar Partido Democrático de Esquerda (Partito Democratico della Sinistra, PDS). Na ocasião, a ala mais 'dura' do PCI fundou seu próprio partido.
Derrotado por Silvio Berlusconi nas eleições legislativas de 1994, Occhetto abandonou a direção do partido que ele havia criado.
Foi eleito deputado europeu em 2004, aliando-se a Antonio Di Pietro, mas imediatamente demitiu-se, sendo substituído por Giulietto Chiesa